# کری ویندسور
کری ویندسور (انگلیسی: Keri Windsor؛ زاده ۳ دسامبر ۱۹۷۳) یک بازیگر پورنوگرافی اهل ایالات متحده آمریکا است.